# عنکبوت‌های کور
عنکبوت‌های کور (نام علمی: Leptonetidae) نام یک تیره از راسته عنکبوت است.